# Collectables Records
Collectable Records est le label d'une compagnie de disque indépendante américaine fondée en 1981 par Jerry Greene. Comme son nom l'indique, Collectables est spécialisé dans les rééditions, et son catalogue de 2 500 disques va du rock 'n' roll au jazz en passant par le blues, le rhythm and blues, le funk et beaucoup d'autres.

## Histoire
Elle gère un catalogue de plus de 3 400 titres actifs sur CD, avec des milliers de titres supplémentaires disponibles en vinyle. Elle a publié des centaines d'enregistrements provenant des coffres des principaux labels, tels que Columbia, Atlantic, RCA Victor, Capitol, Vee-Jay et d'autres, et en a rendu un grand nombre disponible sur CD pour la première fois. Les genres que l'on trouve sur Collectables comprennent le doo-wop, le rockabilly, le rock 'n' roll, la pop, le rock, le funk, le jazz, le comique et le blues. Collectables Records a publié des enregistrements de Johnny « Guitar » Watson, des Cleftones et d'autres albums de doo-wop.
Collectables Records publie la série de compilations Priceless Collection. De nombreuses autres sorties du label combinent le contenu de deux disques vinyles originaux sur un seul CD. La société fabrique également des coffrets de compilation multi-CD vendus exclusivement par des détaillants tels que QVC, Costco et Sam's Club.
Collectables fait partie d'un groupe de sociétés, comprenant Alpha Video, Gotham Distributing Corporation et le site web de commerce électronique OLDIES.com, détenu et exploité par Jerry Greene et la famille Greene

## Groupes et artistes
- Duane Eddy